# The Haunting (La casa infernal)
The Haunting (La casa infernal) (títol original: The Haunting) és una pel·lícula estatunidenca dirigida per Jan de Bont, estrenada el 1999. Ha estat doblada al català.

## Argument
Des de fa més d'un segle, la casa Hill s'aixeca, ombrívola, amenaçadora i abandonada de tots. Almenys és el que es creia. Intrigat per la història d'aquest solar, el Dr. Marrow (Liam Neeson) hi porta tres subjectes, Nell (Lili Taylor), Théo (Catherine Zeta-Jones) i Luke (Owen Wilson) per a una experiència que havia de resultar inofensiva. Però des de la seva arribada, Nell, d'una vintena d'anys, víctima del seu germà de 10 anys, és atreta misteriosament per la casa i aquesta atracció aterridora és recíproca. Una vegada cau la nit, l'experiència va malament, mentre el grup descobreix els secrets obsessius que amaguen els murs d'aquesta casa.

## Repartiment
- Lili Taylor: Eleanor 'Nell' Vance
- Liam Neeson: Dr. David Marrow
- Catherine Zeta-Jones: Theo
- Owen Wilson: Luke Sanderson
- Bruce Dern: Sr. Dudley
- Marian Seldes: Sra. Dudley
- Alix Koromzay: Mary Lambetta
- Todd Field: Todd Hackett
- Virginia Madsen: Jane
- Michael Cavanaugh: Dr. Malcolm Keogh
- Tom Irwin: Lou
- Charles Gunning: Hugh Crain
- Saul Priever: Ritchie
- M. C. Gainey: home alt
- Hadley Eure: Carolyn Crain

## Al voltant de la pel·lícula
- La novel·la de Shirley Jackson ja havia estat adaptada una primera vegada al cinema l'any 1963 per Robert Wise amb el títol The Haunting.
- La famosa "Harlaxton Manor", a Anglaterra, ha servit pels rodatges de les escenes exteriors.

Algunes escenes interiors van ser preses al Beauvoir Castle, igualment a Anglaterra.

## Banda original
La música del film ha estat composta i dirigida per Jerry Goldsmith i editada sota l'etiqueta Varese Sarabande.
Llista dels títols de la banda original:
- The Carrousel
- Terror in Bed
- A Place for Everything
- The Curtains
- Curly Hair
- The Picture Album
- Return to the Carrousel
- Finally Home
- Home Safe

## Premis i nominacions
- Nominació al premi al pitjor film, pitjor realitzador, pitjor guió, pitjor actriu (Catherine Zeta-Jones) i pitjor parella (Lili Taylor i Catherine Zeta-Jones), en els Razzie Awards 1999.
- Liam Neeson va rebre el premi Blockbuster Entertainment al millor actor l'any 2000 per a aquest film.